# Chad Bettis
Pour les articles homonymes, voir Bettis.
Chad Robert Bettis (né le 26 avril 1989 à Lubbock, Texas, États-Unis) est un lanceur droitier des Ligues majeures de baseball qui a joué pour les Rockies du Colorado de 2013 à 2019.

## Carrière
Chad Bettis est drafté par les Astros de Houston au 8e tour de sélection en 2007 mais il repousse l'offre et rejoint les Red Raiders de l'Université Texas Tech. Il signe son premier contrat professionnel avec les Rockies du Colorado, qui en font leur choix de deuxième ronde en 2010. 
Avant son entrée dans les majeures, il rate toute la saison 2012 des ligues mineures après une blessure à l'épaule.
Bettis fait ses débuts dans le baseball majeur avec Colorado le 1er août 2013 comme lanceur partant des Rockies à Atlanta face aux Braves d'Atlanta.
C'est après la saison 2016 que Bettis est diagnostiqué d'un cancer testiculaire et il tenait à subir une chimiothérapie. Il retournait à l'équipe le 14 août 2017 face aux Braves d'Atlanta.